# بيندكت بيريرا
بيندكت بيريرا (بالإسبانية: Benito Pereira)‏ هو فيلسوف إسباني، ولد في 4 مارس 1535 في منية الرصافة في إسبانيا، وتوفي في 6 مارس 1610 في روما في إيطاليا.